# Koto Tuo (Kuantan Hilir)
Koto Tuo is een bestuurslaag in het regentschap Kuantan Singingi van de provincie Riau, Indonesië. Koto Tuo telt 357 inwoners (volkstelling 2010).